# Academia de los Nocturnos

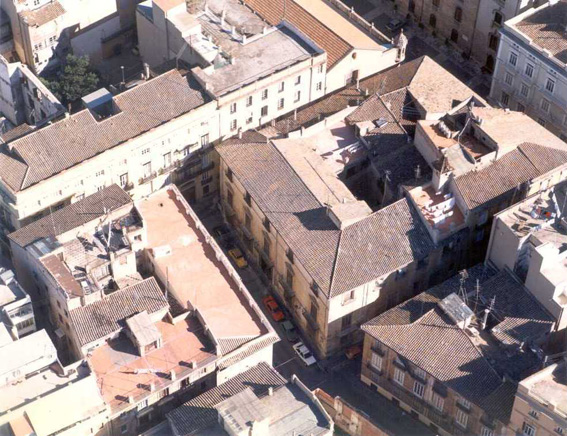
Palacio de los Catalá de Valeriola.

La Academia de los Nocturnos fue una Academia literaria fundada por Bernardo Catalá de Valeriola en la ciudad de Valencia en el año 1591.

‘en lo mes de setembre, 1591, nos juntarem uns quants cavallers y amichs y instituhirem una Academia pera exerçitarnos en hobres y actes virtuosos.’(En el mes de septiembre, 1591, nos reunimos unos cuantos caballeros y amigos para ejercitarnos en obras y actos virtuosos).Bernardo Guillem Catalá de Valeriola y Vives de Cañamás

## Historia
Durante tres cursos, entre 1591 y 1594, se reunió esta academia, un total de  88 sesiones académicas, en ellas predomina el verso, hubo prosa, y se trataron temas científicos.

## Estructura
Esta academia estaba compuesta por 45 sujetos autorizados por su nobleza y alcurnia, los cuales se reunían todos los miércoles en la casa palacio de Bernardo Catalá de Valeriola, que era el fundador, y sobre los asuntos que él señalaba se leía un discurso moral o político, así como poesías. Los ejercicios de esta Academia eran de noche y por ello la llamaron de los Nocturnos. Cada individuo tomaba por nombre una metáfora que calificara la noche, como Secreto, Silencio, Sombra, Tinieblas, Vigilia, etc.
Contaba con los cargos de presidente, consiliario, secretario y portero; el primero fijaba los temas y el secretario recogía y leía los escritos; se reunían todos los miércoles al atardecer en casa del citado Bernardo Catalá, que ostentaba el cargo de presidente; el acto comenzaba con una conferencia sobre el tema propuesto que servía de base a una amplia discusión posterior; el acto concluía con la recitación de los poemas; duró entre 1591 y 1594, agrupándose sus obras en tres tomos, de los que Pedro Salvá publicó un libro reproduciendo algunas de las poesías que se conservan de las actas originales, al que dio el nombre de Cancionero. Ya a principios del siglo XX, Francesc Martí Grajales publicó una segunda y tercera parte del referido Cancionero de la Academia de los Nocturnos de Valencia. La segunda parte comprende el índice completo de los trabajos de la mencionada Academia, una colección de poesías copiadas de sus actas y. como apéndices, las biografías de los poetas y autores dramáticos Gaspar Aguilar y Guillén de Castro. 
Fue este último, renombrado autor dramático, quien quiso resucitar la academia en 1616 con el nombre de Montañeses del Parnaso.

## Componentes
Pertenecieron a la Academia de los Nocturnos original el presidente, Bernardo Catalá de Valeriola (Silencio); Francisco Desplugues (Descuido), con la función de secretario; Francisco Agustín Tárrega (Miedo) con el cargo de consiliario; Jerónimo Virués (Estudio); Miguel Beneito (Sosiego), con el cargo de portero; Gaspar Mercader (Relámpago), que solía sustituir al presidente; Guillén de Castro (Secreto); Andrés Rey de Artieda (Centinela); Gabriel López Maldonado (Sincero); Tomás Cerdán de Tallada (Trueno); Jaime Orts (Tristeza) y Gaspar Aguilar (Sombra), entre otros.

Un noble aragonés,/cuyos aceros,/de armados escuadrones/no se espantan,/se opone a reprimir/los que quebrantan/del Summo Dios los/soberanos fueros./Y entre martyrios/ásperos y fieros/sus fuerças más enteras/se levantan, qu’en muerte/y en prisiones se adelantan/en Aragón los nobles/verdaderos./Y como por ser noble/no podía morir a manos/del verdugo ayrado,/entre flores quedó/Vicente muerto./Primero, rosa blanca/parecía, pero después/teñida de encarnado,/del huerto humano/sube al mejor huerto. 17ª sesión la Academia de los Nocturnos.  Bernardo Guillem Catalá de Valeriola y Vives de Cañamás